# ソヴェール
ソヴェール（イタリア語: Sover）は、イタリア共和国トレンティーノ＝アルト・アディジェ州トレント自治県にある、人口約800人の基礎自治体（コムーネ）。

## 地理

### 位置・広がり
トレント自治県北部に位置するコムーネ。県都トレントから北東へ22kmの距離にある。

#### 隣接コムーネ
隣接するコムーネは以下の通り。
- アルタヴァッレ (グラウノ、グルーメス)
- ベドッロ
- カプリアーナ
- ローナ＝ラーゼス
- セゴンツァーノ
- ヴァルフロリアーナ

## 行政

### 分離集落
ソヴェールには、以下の分離集落（フラツィオーネ）がある。
- Facendi, Montalto, Montesover, Piazzoli, Piscine, Settefontane, Slosseri, Sveseri

### Comunita di valle
トレント自治県が設置した広域行政組織 Comunita di valle 「ヴァッレ・ディ・チェンブラ」 (it:Comunita della Valle di Cembra)  （事務所所在地: ファヴェル）に属する。